# Метью Бест
Метью Бест (англ. Matthew Best; 6 лютого 1957 — 10 травня 2025) — англійський бас-співак і диригент, особливо вокальної музики. Він заснував ансамбль «Corydon Singers» у 1973 році і виграв премію Кетлін Ферр'є в 1981 році. З 1985 року він також був запрошеним диригентом Англійського камерного оркестру. Його записи з Corydon Singers були зроблені на лейблі Hyperion Records і зосереджені на хоровій музиці такими людьми, як Антон Брукнер, Йоганнес Брамс і Фелікс Мендельсон. В даний час він працює музичним керівником хору Академії «Уімблдон» та викладачем співу в Королівському північному музичному коледжі.

## Дискографія
- Matthew Best, Corydon Singers, Bruckner: Motets — CD: Hyperion CDA66062, 1982
- Matthew Best, Corydon Singers, English Chamber Orchestra wind ensemble, Bruckner: Mass in E minor, Libera me, Zwei Aequale — CD: Hyperion CDA66177, 1985
- Matthew Best, Corydon Singers, English Chamber Orchestra, Bruckner: Requiem, Psalms 112 & 114 — CD: Hyperion CDA66245, 1987
- Matthew Best, Corydon Singers & Orchestra, Bruckner: Mass in F minor, Psalm 150 — CD: Hyperion CDA66599, 1992
- Matthew Best, Corydon Singers & Orchestra, Bruckner: Mass in D minor, Te Deum — CD: Hyperion CDA 66650, 1993

## Інтернет-ресурси
- Matthew Best (conductor)
- Critical discography by Hans Roelofs of Bruckner's larger religious works
- Critical discography by Hans Roelofs of Bruckner's smaller religious works
- Academy Choir Wimbledon